# 卢瓦雷省工商会

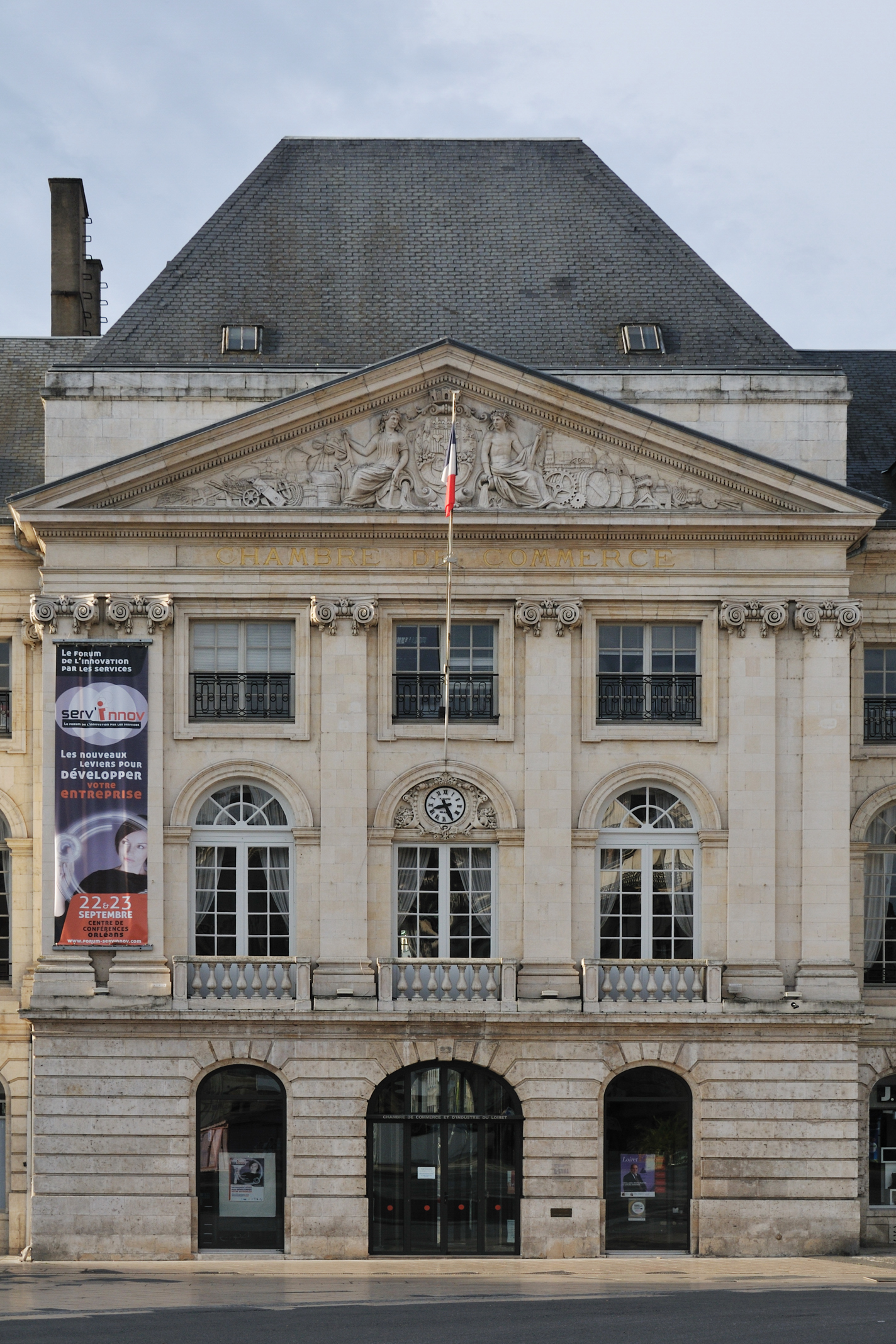

卢瓦雷省工商会（chambre de commerce et d'industrie du Loiret）是一家公共机构，代表卢瓦雷省企业的利益，位于法国中央-卢瓦尔河谷大区卢瓦雷省奥尔良。奥尔良商会成立于1803年4月27日。卢瓦雷省工商会总部大楼位于奥尔良市中心的殉难广场（Place du Martroi）23号，建于1864年，其立面和屋顶于1937年8月13日被列为法国历史遗迹。